# 對稱多項式
數學中的對稱多項式（英語：Symmetric polynomial）是一种特殊的多元多项式。假设一个n元多項式P(X1, X2, ..., Xn)，當其中的n個不定元任意交換後，多項式仍維持不變，就称其为对称多项式。严格的说法是，如果对任意的n元置换σ，都有P(Xσ(1), Xσ(2), ..., Xσ(n)) = P(X1, X2, ..., Xn)，就说P是对称多项式。
对称多项式最早是在出现在对一元多项式方程求根的研究中。一元多项式方程的系数可以用它的根的多项式来表达。而多项式的任何一个根的地位理当与余者都相同，所以这类多项式中，不定元进行置换不应当改变多项式。从这个角度来说，将多项式方程的根构成的系数多项式称为基本对称多项式是合理的。有定理说明，任意的对称多项式都可以表达为基本对称多项式的多项式。

## 例子
以下是兩個變數的對稱多項式的例子：
- {\displaystyle P(X_{1},X_{2})=X_{1}{}^{3}+X_{2}{}^{3}-7}
- {\displaystyle P(X_{1},X_{2})=4X_{1}X_{2}}

以下是三個變數的對稱多項式的例子：
- {\displaystyle P(X_{1},X_{2},X_{3})=X_{1}X_{2}X_{3}-2X_{1}X_{2}-2X_{1}X_{3}-2X_{2}X_{3}}

並不是所有多項式都是對稱的，例如 {\displaystyle P(X_{1},X_{2})=X_{1}-2X_{2}}就不對稱，因為把{\displaystyle X_{1}}和{\displaystyle X_{2}}對換後，會得到{\displaystyle X_{2}-2X_{1}}，不等於原來的多項式。
有很多方法可以構造特殊的 n 個變數的多項式，下面舉一個例子
{\displaystyle D(X_{1},\dots ,X_{n})=\prod _{1\leq i<j\leq n}(X_{i}-X_{j})^{2}}
因為將 {\displaystyle X_{1},X_{2},...,X_{n}} 做置換只是在改變相乘的順序以及在括弧乘以 ±1，不會影響 D 的函數值，因此 D 是對稱多項式。此外，如果 {\displaystyle X_{1},X_{2},...,X_{n}}是 n 次首一多项式 f 的 n 個根，則 D 是 f 的判別式。

## 伽羅瓦理論
對稱多項式出現在單變數首一多項式的研究中。考慮一個體上的 n 次多項式，並且有 n 個根，從另一個方面來說，這 n 個根決定了這個多項式，若將 n 個根視為 n 個獨立的變數，則原多項式的各項係數是由 n 個根所形成的對稱多項式。這些由 n 個根生成係數的對稱多項式被稱為初等對稱多項式。
上述觀念可以衍伸出一個解多項式的方法，定義一個映射，將多項式的各項係數送到多項式的所有根，換言之，要解出基本對稱多項式方程組。因此，本映射可以被視為是在「破壞對稱性」。這使我們可以藉由研究根的置換群來求解多項式，這個觀念是拉格朗吉預解式的原型，之後在伽羅瓦理論中會有進一步的發展。

## 單變數首一多項式的根
更具體的來說，假設 f(t) 是一個以 t 為變數的 n 次首一多項式，即
{\displaystyle f(t)=t^{n}+a_{n-1}t^{n-1}+\cdots +a_{2}t^{2}+a_{1}t+a_{0}}
其中係數 {\displaystyle a_{0},\dots ,a_{n-1}}是體 K 中的元素。f(t) 在 K 中不見得會有根，但是如果考慮 K 的代數閉包 {\displaystyle {\bar {K}}}，f(t) 在 {\displaystyle {\bar {K}}} 中一定會有 n 個根 {\displaystyle x_{1},\dots ,x_{n}}。舉個特殊的例子，如果 K 是實數體 {\displaystyle \mathbb {R} }，則 {\displaystyle {\bar {K}}} 是複數體 {\displaystyle \mathbb {C} }。注意到 n 個根會有重複，但下述恆等式一定會成立
{\displaystyle t^{n}+a_{n-1}t^{n-1}+\cdots +a_{2}t^{2}+a_{1}t+a_{0}=(t-x_{1})(t-x_{2})\cdots (t-x_{n})}
比較各項係數可以得到根與係數的關係
{\displaystyle {\begin{aligned}a_{n-1}&=-x_{1}-x_{2}-\cdots -x_{n}\\a_{n-2}&=x_{1}x_{2}+x_{1}x_{3}+\cdots +x_{2}x_{3}+\cdots +x_{n-1}x_{n}=\textstyle \sum _{1\leq i<j\leq n}x_{i}x_{j}\\&{}\ \,\vdots \\a_{1}&=(-1)^{n-1}(x_{2}x_{3}\cdots x_{n}+x_{1}x_{3}x_{4}\cdots x_{n}+\cdots +x_{1}x_{2}\cdots x_{n-2}x_{n}+x_{1}x_{2}\cdots x_{n-1})=\textstyle (-1)^{n-1}\sum _{i=1}^{n}\prod _{j\neq i}x_{j}\\a_{0}&=(-1)^{n}x_{1}x_{2}\cdots x_{n}.\\\end{aligned}}}
這顯示了多項式的係數 {\displaystyle a_{i}} 可以被寫成根的對稱多項式，而且不論根如何分布，是否落在原本的體 K 中，是否有重根，皆可以使用相同的對稱多項式表示出原本的係數。
從另一方面來說，如果把 n 個根視為獨立變數，記做 {\displaystyle X_{1},X_{2},...,X_{n}}，原多項式的係數就變成了對稱多項式，這些對稱多項式，忽略前面的係數 {\displaystyle (-1)^{n-i}}，被定義成初等對稱多項式。換句話說，初等對稱多項式是以 t 為變數的多項式
{\displaystyle (t+X_{1})(t+X_{2})\cdots (t+X_{n})}
的展開式中的各項係數。
例如當 n = 3 時，初等對稱多項式為 {\displaystyle X_{1}+X_{2}+X_{3}}、{\displaystyle X_{1}X_{2}+X_{2}X_{3}+X_{3}X_{1}}和 {\displaystyle X_{1}X_{2}X_{3}}。

## 對稱多項式基本定理
對稱多項式基本定理說，體 K 上 n 個變數的多項式 f 是一些 n 個變數的初等對稱多項式的代數組合 (經由相加、乘上 K 中的常數、相乘所得到的元素)，若且唯若 f 是對稱多項式。
例如當 n=2 時，兩個初等對稱多項式是 {\displaystyle X_{1}+X_{2}}和 {\displaystyle X_{1}X_{2}}。對稱多項式 {\displaystyle P(X_{1},X_{2})=X_{1}^{3}+X_{2}^{3}-7}可以被表示成
{\displaystyle X_{1}^{3}+X_{2}^{3}-7=(X_{1}+X_{2})^{3}-3X_{1}X_{2}(X_{1}+X_{2})-7}
本定理有一個關於直接推論，將首一多項式的 n 個根帶入一個對稱多項式，等於將原多項式的各項係數帶入某個多項式。因此，就算 n 個根只落在代數閉包 {\displaystyle {\bar {K}}} 中，將它們帶入一個對稱多項式後所得到的數值必定會落在 K 之中。例如牛頓恆等式是關於如何用原係數表示 n 個根的等冪次之和。

## 一些常見的對稱多項式
以下是一些用初等的方法就可以構造出來的對稱多項式，而它們都是以 X1, X2, ..., Xn 為變數。

### 單項對稱多項式
將對稱多項式做相乘或取次方會使表達式變得複雜。有一個相對簡單的構造方式是考慮一個單項式，並且任意交換它的變數，將取得的所有可能的變體通通加起來得到一個對稱多項式，稱為單項對稱多項式。因此單項對稱多項式是對稱多項式的基底，適當地將它做相加可得到所有對稱多項式。更準確地的定義如下：一個以 X1, ..., Xn 為變數的單項式可以寫作 X1α1...Xnαn ，其中次方 αi 可以是正整數或 0。為了表達方便，定義 α = (α1,...,αn) 則以上的單項式可以被縮寫成 Xα。而單項對稱多項式mα(X1, ..., Xn) 定義為所有 xβ 的總和，其中 β 跑遍所有 α = (α1,...,αn) 的「相異」置換。 舉例來說
{\displaystyle m_{(3,1,1)}(X_{1},X_{2},X_{3})=X_{1}^{3}X_{2}X_{3}+X_{1}X_{2}^{3}X_{3}+X_{1}X_{2}X_{3}^{3}},
{\displaystyle m_{(3,2,1)}(X_{1},X_{2},X_{3})=X_{1}^{3}X_{2}^{2}X_{3}+X_{1}^{3}X_{2}X_{3}^{2}+X_{1}^{2}X_{2}^{3}X_{3}+X_{1}^{2}X_{2}X_{3}^{3}+X_{1}X_{2}^{3}X_{3}^{2}+X_{1}X_{2}^{2}X_{3}^{3}.}
顯然如果 β 是 α 的一個置換，則 mα = mβ，因此一般而言只需考慮 mα 滿足 α1 ≥ α2 ≥ ... ≥ αn，換言之，只需考慮 α 是整數分拆的情況。給定任何對稱多項式 P，都可以將其中不同類型的單項式分離歸類，因而將 P 寫成單項對稱多項式的線性組合，是故，單項對稱多項式形成包含所有對稱多項式的空間的一個基底。特別的，如果 P 中的係數都是正整數，則線性組合中的係數也都會是正整數。
基本對稱多項式是單項對稱多項式的特例，因為對任何 0 ≤ k ≤ n 有
{\displaystyle e_{k}(X_{1},\ldots ,X_{n})=m_{\alpha }(X_{1},\ldots ,X_{n})}
其中 α 將正整數 k 分拆成 k 個 1（後面接著 n − k 個 0）。

### 次方和對稱多項式
對於正整數 k，單項對稱多項式 m(k,0,...,0)(X1, ..., Xn) 是具有特殊意義的，它被稱做次方和對稱多項式。更具體的來說，定義
{\displaystyle p_{k}(X_{1},\ldots ,X_{n})=X_{1}^{k}+X_{2}^{k}+\cdots +X_{n}^{k}.}
事實上，所有擁有 n 個變數的對稱多項式都可以藉由一些次方和對稱多項式做相加、相乘及乘以有理數係數的運算而得到，而且可以使其中所使用到的次方和對稱多項式的次方數最高不超過 n。更精確的來說，
任何以 X1, …, Xn 為變數的對稱多項式都可以被表示成一個 n 個變數多的項式，其中各變數代入次方和多項式 p1(X1, …, Xn), …, pn(X1, …, Xn)
特別的，其他次數 k > n 的次方和多項式 pk(X1, ..., Xn) 也可以用前 n 個對稱多項式表示，例如
{\displaystyle p_{3}(X_{1},X_{2})=\textstyle {\frac {3}{2}}p_{2}(X_{1},X_{2})p_{1}(X_{1},X_{2})-{\frac {1}{2}}p_{1}(X_{1},X_{2})^{3}.}
與單項對稱多項式以及完全齊次對稱多項式不同的是，一個整 係數的對稱多項式可能無法被表示成 n 個變數的整 係數多項式，其中各變數代入次方和多項式 p1(X1, …, Xn), …, pn(X1, …, Xn)。例如對 n = 2，對稱多項式
{\displaystyle m_{(2,1)}(X_{1},X_{2})=X_{1}^{2}X_{2}+X_{1}X_{2}^{2}}
只能被表達成
{\displaystyle m_{(2,1)}(X_{1},X_{2})=\textstyle {\frac {1}{2}}p_{1}(X_{1},X_{2})^{3}-{\frac {1}{2}}p_{2}(X_{1},X_{2})p_{1}(X_{1},X_{2}).}
然而，如果有 3 個變數的話，情況又變得不同
{\displaystyle {\begin{aligned}m_{(2,1)}(X_{1},X_{2},X_{3})&=X_{1}^{2}X_{2}+X_{1}X_{2}^{2}+X_{1}^{2}X_{3}+X_{1}X_{3}^{2}+X_{2}^{2}X_{3}+X_{2}X_{3}^{2}\\&=p_{1}(X_{1},X_{2},X_{3})p_{2}(X_{1},X_{2},X_{3})-p_{3}(X_{1},X_{2},X_{3}).\end{aligned}}}
如果將上式的 X3 代入 0，也可以得到一個 2 個變數情況的表示式，然而該表示式中包含多項式 p3，因此不適用於 2 變數的敘述條件。從上述例子可以看出，不同的變數個數可能會影響到同一個單項對稱多項式是否能被次方和對稱多項式以整係數的代數組合表達。然而，對於 n ≥ 2，基本對稱多項式 en 都不能表達成次方和對稱多項式的整係數代數組合表達(注意到 n = 1 時 e1 = p1)。藉由牛頓恆等式可以很容易推得上述結論，並且會有其中若干個係數的分母是 n。因為這個緣故，前述的結論只在任何包含有理數的環中成立，在有限特徵的環中不成立。

### 完全齊次對稱多項式
對於非負整數 k，完全齊次對稱多項式 hk(X1, ..., Xn) 定義為所有以 X1, ..., Xn 為變數的相異 k 次單項式的和，例如
{\displaystyle h_{3}(X_{1},X_{2},X_{3})=X_{1}^{3}+X_{1}^{2}X_{2}+X_{1}^{2}X_{3}+X_{1}X_{2}^{2}+X_{1}X_{2}X_{3}+X_{1}X_{3}^{2}+X_{2}^{3}+X_{2}^{2}X_{3}+X_{2}X_{3}^{2}+X_{3}^{3}.}
由定義可以直接看出， hk(X1, ..., Xn) 也是所有變數為 X1, ..., Xn 的相異 k 次對稱多項式之和。延續上面的例子，有
{\displaystyle {\begin{aligned}h_{3}(X_{1},X_{2},X_{3})&=m_{(3)}(X_{1},X_{2},X_{3})+m_{(2,1)}(X_{1},X_{2},X_{3})+m_{(1,1,1)}(X_{1},X_{2},X_{3})\\&=(X_{1}^{3}+X_{2}^{3}+X_{3}^{3})+(X_{1}^{2}X_{2}+X_{1}^{2}X_{3}+X_{1}X_{2}^{2}+X_{1}X_{3}^{2}+X_{2}^{2}X_{3}+X_{2}X_{3}^{2})+(X_{1}X_{2}X_{3}).\\\end{aligned}}}
與次方和對稱多項式相同的，所有擁有 n 個變數的對稱多項式都可以藉由一些次方和對稱多項式做相加、相乘及乘以有理數係數的運算而得到，而且可以使其中所使用到的次方和對稱多項式的次方數最高不超過 n。更精確的來說，
任何以 X1, …, Xn 為變數的對稱多項式都可以被表示成一個 n 個變數多的項式，其中各變數代入次方和多項式 h1(X1, …, Xn), …, hn(X1, …, Xn)
此外，如果 P 是整係數多項式,則所使用的一個 n 個變數多的項式也是整係數的。
舉例來說，設 n = 2，會使用到的兩個完全齊次對稱多項式是 h1(X1, X2) = X1 + X2 以及 h2(X1, X2) = X12 + X1X2 + X22。則原本例子中的 X13 + X23 - 7 可以被表示成
{\displaystyle X_{1}^{3}+X_{2}^{3}-7=-2h_{1}(X_{1},X_{2})^{3}+3h_{1}(X_{1},X_{2})h_{2}(X_{1},X_{2})-7.}
與次方和多項式相同的，隨著變數的增加，同一型的對稱多項式會有不同的表達式。此外，值得注意的是，當變數個數為 n 時，高於 n+1 次的完全齊次對稱多項式可以被前 n 次的完全齊次對稱多項式表示。
完全齊次對稱多項式有一個非常重要的性質，是一個和基本對稱多項式之間的關係式，寫成如下的恆等式：對所有正整數 k
{\displaystyle \sum _{i=0}^{k}(-1)^{i}e_{i}(X_{1},\ldots ,X_{n})h_{k-i}(X_{1},\ldots ,X_{n})=0}
由於 e0(X1, ..., Xn) 和 h0(X1, ..., Xn) 恆等於 1，因此可以將求和式的首項或末項獨立出來，寫在等號右側，二這兩種不同的處理法會得到不同的資訊。 提出首項的話，可以得到一個完全齊次對稱多項式的遞歸式，其係數牽涉到基本對稱多項式；而若是提出末項，也可以得到遞歸式，但兩類對稱多項式的角色對調。上述性質提供了本節第三段對稱多項式基本定理的完全對稱多項式版本的證明：先將給定的對稱多項式用基本對稱多項式表達，然後再將那些基本對稱多項式通過遞歸式用完全對稱多項式表達，最後就可以得出結論。

### 舒爾多項式
舒爾多項式是一類特殊的對稱多項式，它在對稱多項式的表示理論中有基石般的重要性，然而它不容易以其他類型的對稱多項式來表示。

## 代數中的對稱多項式
在線性代數、表示理論和伽羅瓦理論中，對稱多項式都扮演著重要的角色，此外，在組合學中，為了省去書寫變數個數的麻煩，經常就直接在對稱函數環上做研究。

## 交錯多項式
交錯多項式的定義與對稱多項式大致雷同，唯獨若將交錯多項式做變數置換之後，不見得與原多項式相同，而是差一個該置換的正負號。
事實上，所有交錯多項式都可以寫成一個范德蒙多項式和對稱多項式的乘積，其中范德蒙多項式是將變數兩兩取差做相乘。